# Insomnia – Schlaflos
Insomnia – Schlaflos (Originaltitel: Insomnia; dt.: Schlaflosigkeit) ist ein US-amerikanischer Thriller des Regisseurs Christopher Nolan aus dem Jahr 2002 und eine Neuverfilmung des 1997 gedrehten norwegischen Films Todesschlaf von Erik Skjoldbjærg. Der Polizist Will Dormer (Al Pacino) soll in Alaska einen Mord aufklären. Da die Nächte dort taghell sind, kann er kaum schlafen, wozu auch eine interne Ermittlung gegen ihn beiträgt. In den weiteren Hauptrollen sind Robin Williams und Hilary Swank zu sehen.

## Handlung
Der Ermittler Will Dormer aus Los Angeles reist mit seinem Partner Hap Eckhart nach Nightmute in Alaska, um dort den Mord an einer 17-jährigen Schülerin namens Kay aufzuklären. Bei der Leichenschau stellt Dormer fest, dass Finger- und Fußnägel des Opfers sorgfältig geschnitten wurden. Daraus folgert er, dass das Opfer seinen Mörder gekannt haben muss, und außerdem, dass es neue Morde geben wird.
Die Dienstreise gibt Dormer Gelegenheit, Abstand von polizeiinternen Ermittlungen zu gewinnen, die gegen ihn laufen. Durch die Mitternachtssonne, die für eine permanente Helligkeit sorgt, findet er jedoch tagelang keinen Schlaf. Eckhart erzählt ihm am ersten Abend, dass er sich daheim auf einen Handel mit den internen Ermittlern einlassen und dabei gegen sich selbst aussagen wolle. Dormer ist darüber erbost, denn er befürchtet, dass dies auch ihn belasten könnte. Dormer verhört Randy, den Ex-Freund der Ermordeten und durchschaut dessen arrogantes Auftreten. Bald kann eine an einem Fluss gelegene Hütte als Aufenthaltsort des möglichen Täters ausgemacht werden, denn dort finden die Ermittler einen Rucksack von Kay. Sie versuchen dem Verdächtigen damit eine Falle zu stellen, und mit einem größeren Einsatzteam treffen sie im Nebel, in dem Personen nur noch schwer zu erkennen sind, auf einen schemenhaften Mann, der einem der Polizisten ins Bein schießt. Der Tatverdächtige kann fliehen, die Polizisten nehmen die Verfolgung auf. Als Dormer vor sich einen Mann auftauchen sieht, hält er ihn für den Tatverdächtigen und schießt auf ihn. Als er näher kommt, bemerkt er, dass er versehentlich auf seinen Partner Eckhart geschossen hat, der in seinen Armen stirbt. Seine Kollegen gehen davon aus, dass der Tatverdächtige Eckhart erschossen habe, und Dormer widerspricht nicht. Danach telefoniert er mit dessen Frau und berichtet ihr von Eckharts Tod. Er verschweigt auch ihr, dass er selbst der Schütze war, verspricht aber, alles zu tun, den Mörder ihres Mannes zu finden.
Dormer besucht seinen am Bein verletzten Kollegen am Krankenbett und erklärt ihm, dass die Schuld für die ganzen Vorgänge allein bei demjenigen liegt, der Kay ermordet hat. Die Situation, in der Eckhart zu Tode kam, wird dann von Ellie Burr (einer weiteren Polizistin) und Dormer nachgestellt. Burr bekommt Zweifel an Dormers Schilderung, da Eckhart in einer Art und Weise auf der Erde lag, die durch die Schussrichtung des Tatverdächtigen nicht erklärt werden kann. Schließlich wird die Kugel gefunden, die Dormer jedoch vor ihrem Abtransport zum Labor austauschen kann. Er erhält einen Anruf und fertigt den Anrufer ab, weil er ihn für einen Reporter hält, der eine Story sucht. Tatsächlich aber handelt es sich um den bislang unbekannten Tatverdächtigen, den Krimi-Autor Finch, der Dormer bei der Erschießung Eckharts beobachtet hatte. Finch setzt Dormer nun unter Druck, Randy als Täter zu überführen, was zu einem aufreibenden Katz-und-Maus-Spiel zwischen den beiden führt, denn Dormer hat Zweifel an Randys Schuld. Kurz vor dem finalen Gefecht mit dem Mörder gesteht Dormer seiner jungen Kollegin Burr, die der Wahrheit bereits sehr nahegekommen ist, die Erschießung Eckharts. Dabei sagt der völlig übernächtigte Dormer, dass er selbst nicht wisse, ob dies absichtlich oder aus Versehen geschah. Nach der Auseinandersetzung, bei der er Finch tötet und selbst schwer verletzt wird, liegt Dormer im Sterben. Als Burr ihm vorschlägt, seine Schuld zu vertuschen, bittet er sie, dies nicht zu tun, und schließt darauf die Augen, um endlich zu schlafen oder zu sterben.

## Synchronisation
Die deutsche Synchronisation entstand nach einem Dialogbuch und unter der Dialogregie von Marianne Groß im Auftrag von Film- & Fernseh-Synchron.
| Rolle                | Schauspieler       | Deutscher Sprecher    |
| -------------------- | ------------------ | --------------------- |
| Will Dormer          | Al Pacino          | Frank Glaubrecht      |
| Walter Finch         | Robin Williams     | Peer Augustinski      |
| Ellie Burr           | Hilary Swank       | Sandra Schwittau      |
| Rachel Clement       | Maura Tierney      | Bettina Weiß          |
| Hap Eckhart          | Martin Donovan     | Thomas Nero Wolff     |
| Fred Doggar          | Nicky Katt         | Simon Jäger           |
| Chief Charlie Nyback | Paul Dooley        | Hans-Werner Bussinger |
| Francis              | Jay Brazeau        | Frank Ciazynski       |
| Farrell Brooks       | Larry Holden       | Viktor Neumann        |
| Tanya Francke        | Katharine Isabelle | Giuliana Jakobeit     |
| Rich                 | Lorne Cardinal     | Tilo Schmitz          |
| Gerichtsmedizinerin  | Paula Shaw         | Regine Albrecht       |

## Produktion
Bereits vor Memento wollte Christopher Nolan Insomnia inszenieren. Sein Drehbuch zur Neuverfilmung des norwegischen Thrillers Todesschlaf (1997) wurde von Warner Bros. abgelehnt, den Auftrag erhielt die Drehbuchautorin Hillary Seitz. Nachdem sich Nolans Regiekollege Steven Soderbergh bei Warner Bros. für ihn eingesetzt hatte, durfte er jedoch nur die Filmregie bei dem Projekt übernehmen. Nolan gefiel das Drehbuch von Seitz, welches seinen Vorstellungen für den Film ähnelte. Er nahm das Angebot an und beide arbeiteten gemeinsam an mehreren Drehbuchentwürfen. Während der Produktion standen Nolan erstmals ein hohes Filmbudget und berühmte Schauspieler wie Al Pacino, Robin Williams und Hilary Swank zur Verfügung. 
Der Film wurde im kanadischen Squamish in British Columbia und in Alaska gedreht.

## Rezeption
Der 46 Millionen US-Dollar teure Film feierte am 3. Mai 2002 auf dem Tribeca Film Festival Premiere. Am 24. Mai kam er in die US-Kinos, wo er am 22. September über 67 Millionen US-Dollar eingespielt hatte und damit in der Liste der erfolgreichsten Film des Jahres 2002 in den USA Platz 40 belegte.
Außerhalb der USA kam ein Einspielergebnis von über 46 Millionen Dollar hinzu. In Deutschland sahen  bis zum 28. Februar 2003 insgesamt 340.480 Kinobesucher den Film.

### Kritiken
Die Kritik im Lexikon des internationalen Films lautet: „Eine nach der Vorlage des norwegischen Films ‚Todesschlaf‘ geschickt amerikanisierte Polizeigeschichte, die sich zu einem doppelbödigen existenziellen Drama entwickelt. Die ebenso spektakuläre wie symbolische Einbeziehung von Landschaft und Lebensbedingungen im Land der nie untergehenden Sonne unterstützt wirkungsvoll die psychologische und moralische Komponente des Films“.
Franz Everschor vom Filmportal Film-Dienst widmet dem Film und seinem Regisseur einen detaillierten Essay. Er spendet der Drehbuchautorin ein großes Lob für ihr „für heutige Verhältnisse außergewöhnlich dichtes Drehbuch.“ Nolan, hier zum ersten Mal Regisseur einer teuren Studio-Produktion, habe sich von der Krimivorlage entfernt, wo ein Polizist versucht, seine Schuld am Tod eines Kollegen zu vertuschen, um seinen Ruf zu retten. Nolan aber lasse das Publikum im Zweifel und führe Schritt für Schritt Ereignisse aus Dormers Vergangenheit ein, die ihn als Schuldigen erscheinen lassen. „Von hier aus entwickelt sich die Story in zwei Richtungen: die Lösung des Mordfalls und die psychologische Hinterfragung eines Polizisten, der sich nach dem Buchstaben des Gesetzes einst schuldig gemacht hat, um größeres Unheil zu verhindern“. Zur Leistung Pacinos schreibt er, Pacino starte da, wo andere Schauspieler zum Schluss des Films ankommen würden. […] „Er kann es sich leisten. Seine Reserven sind so unglaublich wie Nolans Überzeugung von der existenziellen Qualität der Story und das Selbstvertrauen auf seine Fähigkeit, eine scheinbar alltägliche Polizeigeschichte langsam in einen psychologischen Albtraum verwandeln zu können.“
Bei Rotten Tomatoes erreicht der Film eine Positiv-Quote von 92 % auf der Grundlage von 205 Kritiken, wobei sich eine durchschnittliche Bewertung von 7,7/10 ergibt.

### Auszeichnungen
Christopher Nolan gewann bei den London Critics Circle Film Awards den ALFS-Award als bester britischer Regisseur. Darüber hinaus war der Film in der Kategorie Bester Schnitt für den Satellite Award sowie in der Kategorie Bester amerikanischer Film für den Edgar Allan Poe Award und den Robert nominiert.
Hilary Swank war 2003 für den Empire Award nominiert, musste sich aber Kirsten Dunst (Spider-Man) geschlagen geben. Die Academy of Science Fiction, Fantasy & Horror Films nominierte Robin Williams als besten Nebendarsteller und Hillary Seitz für das beste Drehbuch.
Die Deutsche Film- und Medienbewertung FBW in Wiesbaden verlieh dem Film das Prädikat „wertvoll“.